# Thralls
Thralls (también conocida como Blood Angels en Canadá) es una película de terror de 2005 dirigida por Ron Oliver. Está protagonizada por Lorenzo Lamas, Leah Cairns, Siri Baruc, Crystal Lowe y Lisa Marie Caruk.

## Trama
Rennie Crismenten (Richard Ian Cox) conduce hasta la casa y sube las escaleras a una habitación blanca en la que seis mujeres, todas vestidas de blanco, están encadenados por los tobillos. Él les lanza una rata para la cena. Entonces se da cuenta de una cadena errante. A raíz de ello, se encuentra con un pie masticado e inmediatamente se apostó en el pecho por Roxie Fiona Scott, el esclavo sin pies. Roxie y sus cinco "hermanas" - Leslie, Lean, Brigette, Buzz, y Tanya - escape. A medida que se hacen en el coche de Rennie, son atacados por su dueño, el señor Jones Lorenzo Lamas. Él agarra Tanya, arranca su corazón, toma un bocado, y pronuncia en exasperación, "Mujeres" como los esclavos restantes acelerar de distancia. El tiempo pasa. Pig-tailed Ashley Siri Baruc ya no pueden vivir en su casa ahora que su padre alcohólico está muerto, por lo que ha venido a vivir con su hermana Leslie Leah Cairns. Como Ashley Leslie espera en la estación de autobuses, está acosado por una pandilla de matones en busca de "un buen momento". De repente, Leslie aparece. Leslie Ashley le da las llaves de su coche y le dice que salga de la estación de autobuses, mientras que Leslie se queda atrás para hacer frente a los punks. A kickpunches más tarde, los matones se coldcocked. Ashley se encuentra debidamente impresionado. Cuando ella le pregunta cómo Leslie aprendió a pelear así, Leslie promete que van a tener una charla. Leslie es uno de los esclavos escapados Sr. Jones. Ella y sus esclavos hermanas dirigen un club nocturno muy popular. Pregúntale Doughboy Jeff Kevan Ohtsji que, en compañía de su primo Jim Shawn Roberts, está mordiendo las riendas tratando de entrar en el club y hacerse algunas "perras". Esta noche es el solsticio de invierno, el día más largo del año, y Doughboy y Jim están dispuestos a experimentar su primera rave. Después de Ashley ha tenido la oportunidad de refrescarse, ordena una botella de agua en el bar y se encuentra con Jim. Los dos se cayeron bien, hasta que Cisco Nigel Vonas se mete en una pelea con Jim sobre Ashley. Lean Sonya Salomaa rompe la pelea, Brigitte Moneca Delain toma de Cisco para el cuarto de atrás "donde ponemos alborotadores", y Ashley y Jim tomar asiento en una mesa. Ashley da cuenta de que la nariz de Jim es el sangrado, por lo que va a la trastienda de un botiquín de primeros auxilios. Cuando oye pesado jadear a través de la puerta, se asoma a través de la rejilla de ventilación para ver Brigitte bajando en Cisco. De repente, las coles de Brigitte colmillos y las picaduras de él. Ashley se sorprende y vuelve a la pista de baile para encontrar a Jim. Cuando Ashley intenta decirle a Jim que vio Brigitte morder Cisco y beber su sangre, Jim llega a la conclusión de que Ashley es una locura y zanjas de ella. Jim mira a su alrededor para su Doughboy primo y lo encuentra en la cabina del deejay con Roxie, que está a punto de poner la mordedura en él. Jim interrumpe, diciéndole Doughboy lo que Ashley Sólo le dije y pedir las llaves de su coche para que pueda salir. Doughboy manos sobre las teclas y, cuando Roxie excusas a sí misma por unos minutos, Doughboy se hace cargo de Roxie trabajo como deejay. Roxie va a Brigitte y Brigitte corre a Lean, quien está trabajando en la puerta como un gorila. Interruptores de Lean lugares con Brigitte para que pueda tener una charla con Leslie acerca de la necesidad de Ashley pista en el hecho de que son esclavos.

## Reparto
| Actor / Actriz    | Personaje         |
| ----------------- | ----------------- |
| Lorenzo Lamas     | Mr Jones          |
| Leah Cairns       | Leslie Harper     |
| Siri Baruc        | Ashley Harper     |
| Fiona Scott       | Roxie Ulmer       |
| Moneca Delain     | Briggite Milligan |
| Sonya Salomaa     | Lean McKinley     |
| Lisa Marie Caruk  | Buzz Horton       |
| Crystal Lowe      | Tanya Watner      |
| Shawn Roberts     | Jim Larter        |
| Richard Ian Cox   | Rennie Crismenten |
| Nigel Vonas       | Cisco Weasleying  |
| Shaw Madson       | Porter Gonzalez   |
| Curtis Caravaggio | Cole              |
| Kevan Ohtsji      | Doughboy Larter   |

- Datos: Q7797120